# Rafaï
Rafaï – miasto w Republice Środkowoafrykańskiej (prefektura Mbomou). Według danych szacunkowych na rok 2008 liczy 13 756 mieszkańców.
W mieście znajduje się katolicka misja prowadzona przez franciszkanów.